# Ignimbriet

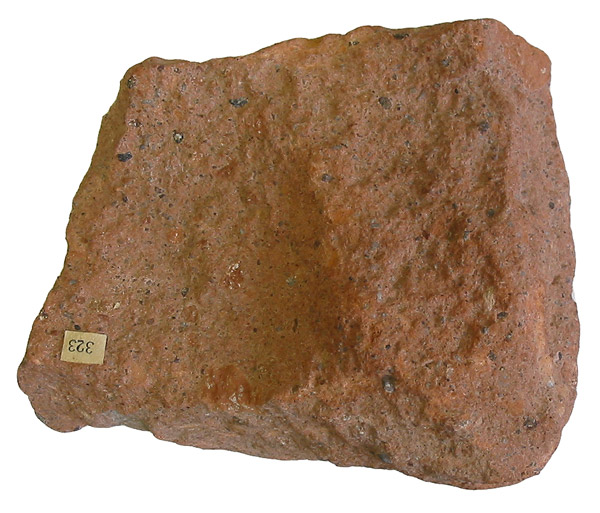
Een blok ignimbriet.

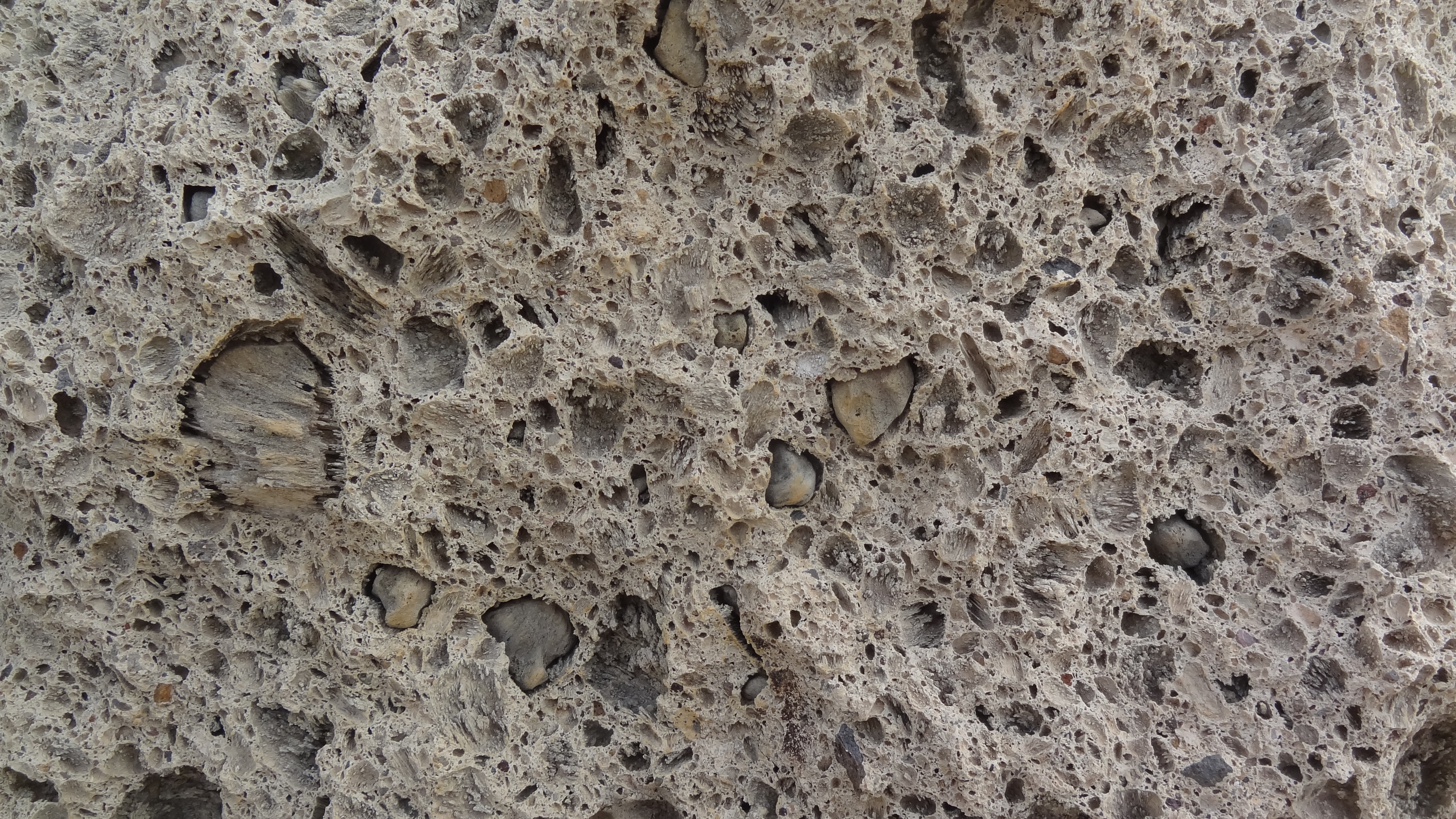
Ignimbriet in een verlaten steengroeve bij La Caleta, Tenerife, Spanje

Ignimbriet (Latijn: igni = brand; imbri = regen; vurige regen) of smelttuf is een pyroclastisch gesteente dat wordt gevormd bij afzetting van een pyroclastische stroom. Het resultaat zijn zeer slecht gesorteerde afwisselende lagen van puimsteen en tefra als vulkanische as, lapilli of andere fragmenten van gesteente.

## Vindplaatsen
Ignimbrieten worden wereldwijd gevonden in streken waar explosief vulkanisme voorkomt. Dat is het geval als magma met een hoge concentratie silica (SiO2) aan het oppervlak komt.
Ignimbriet komt bijvoorbeeld voor rond de lagere Hunter regio in de Australische staat New South Wales. Het wordt daar  voor gebruik als wegverharding, (zogenaamde blue metal; "metal" betekent hier: gesteente voor wegenbouwtoepassing) gewonnen in onder andere Martins Creek, Brandy Hill, Seaham (Boral) en in de nu niet meer in gebruik zijnde groeve bij Raymond Terrace. De ignimbriet in de Hunter regio komt uit het Carboon (359-299 miljoen jaar geleden). De erupties daar moeten extreem explosief zijn geweest.
Ignimbriet komt ook voor in de streek Coromandel in Nieuw-Zeeland, waar de opvallende oranje-bruine rotsen van ignimbriet een kenmerkende landvorm veroorzaken. De nabijgelegen vulkanische zone Taupo bestaat uit plateaus van ignimbriet, die uit de vulkanische eruptie is uitgestoten gedurende het Kwartair.
Een typische landvorm veroorzaakt door ignimbriet is ook in het landschap van de Westelijke Sierra Madre, in westelijk Mexico te zien. In het westen van de Verenigde Staten zijn ignimbrietlagen van honderden meters dik te vinden in de Basin and Range Province (in Nevada, westelijk Utah, zuidelijk Arizona, en noord-centraal- en zuidelijk New Mexico) en op de Snake River-vlakte, waar duizenden tonnen werden uitgestoten gedurende lange erupties.
Ook in Europa wordt ignimbriet gevonden, onder meer oostelijk van La Caleta op het eiland Tenerife maar ook op andere plaatsen aan de zuidkant van Tenerife. In dit gebied wordt ignimbriet in blokken gezaagd ook als bouwmateriaal gebruikt.